# British Antarctic Survey
Pour les articles homonymes, voir BAS.
Le British Antarctic Survey (BAS) ou l'Enquête antarctique britannique est l'opérateur national britannique en Antarctique.
Le BAS s'inscrit dans le cadre du Natural Environment Research Council (NERC) et compte plus de 400 employés.
Il exploite cinq stations de recherche, deux navires (le RRS James Clark Ross et le RRS Ernest Shackleton) et cinq aéronefs à proximité et en Antarctique.

## Personnalités liées
- Felicity Aston, météorologue et exploratrice britannique.
- Joanna Cox, navigatrice britannique.